# Dragon Tower
Dragon Tower (chiń. 龙塔; pinyin Lóng Tǎ) – najwyższa wieża w Harbinie, w Chinach, o wysokości 336 m. Wieża została otwarta w 2000.